# Liste der Kirchen im Bistum Mainz

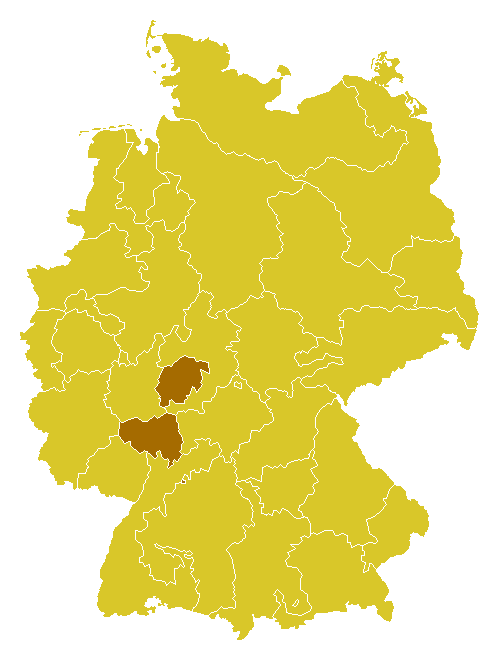
Karte des Bistums Mainz

Die Liste der Kirchen im Bistum Mainz ist nach Regionen untergliedert und führt in vier Teillisten die erhaltenen römisch-katholischen Kirchengebäude im Bistum Mainz auf. Das Bistum gliedert sich in 4 Regionen und 46 Pastoralräume, die Städte und Gemeinden der Länder Hessen, Rheinland-Pfalz und Baden-Württemberg umfassen.
Profanierte Kirchengebäude sind in der Liste der profanierten Kirchen im Bistum Mainz zu finden.

## Einzellisten
- Liste der Kirchen im Bistum Mainz – Region Mainlinie
- Liste der Kirchen im Bistum Mainz – Region Oberhessen
- Liste der Kirchen im Bistum Mainz – Region Rheinhessen
- Liste der Kirchen im Bistum Mainz – Region Südhessen